# Olympic Valley
Az Olimpiai völgy (Olympic Valley), közkeletű nevén Squaw Valley, az Amerikai Egyesült Államokban, Kalifornia államban, Placer megyében található, Tahoe Citytől északnyugatra a Sierra Nevada hegységben. Az itt található sípályák biztosították az 1960. évi téli olimpiai játékok helyszíneit.
Olympic Valley 1890 m magasan, 16 km²-en, hat hegycsúcs között terül el. Az Csendes-óceán felől érkező bőséges hóesés (amely gyakran több mint 12 méter egy szezonban) biztosítja az 5 méteres hóvastagságot a meredek, sziklás terepen. A területet – amely az Egyesült Államok legnagyobb síközpontjai közé tartozik – 600 000 síelni vágyó látogatja az általában november közepétől májusig tartó síszezonban. A központ egész évben üzemel. Különféle lehetőséget biztosít a téli és a nyári sportok kedvelőinek is. Így például rendelkezésre áll: korcsolyapálya, lovaglási lehetőség, úszómedencék, fürdők és teniszpályák.
Az 1949-es megnyitása óta Olympic a legjobb észak-amerikai hegyi sípályák közé verekedte magát. Kaliforniában gyakran Squallywoodként említik.

## Története
1942-ben Wayne Poulsen, egy nevadai síelő megszerezte a Southern Pacific Railroad társaságtól a völgy 8 km²-es területét. 1946-tól együttműködött Alexander Cushing ügyvéddel, aki politikai kapcsolatokkal és pénzzel alapozta meg a sikert, ám az 1949-es megnyitás előtt a társak szétváltak. Cushing vezette tovább a társaságot, melynek haláláig elnöke volt.
Noha az 1960-as téli olimpiát szinte már odaígérték az ausztriai Innsbrucknak, Cushing 1955-ben elutazott Párizsba és rábeszélte a NOB tagjait, hogy válasszák Olympic Valley-t az olimpia helyszínének. Ez volt az első téli olimpia melyet a televízió élőben közvetített a nézők milliói számára. A körzet fejlődése nem állt meg a játékok után sem és 1960-as évek végén már sí világ kupa versenyeket is rendeztek itt.
Olympic Walley ismert még a minden augusztusban megrendezett író konferenciájáról.

## Éghajlata
Olympic Valley alpesi éghajlatú, hideg, havas telekkel és mérsékelten hűvös nyarakkal. A rekord csúcshőmérséklet 35 °C (1998),a legalacsonyabb hőmérséklet -31 °C volt 1949-ben. A hóesés éves mennyisége 11 méter.
| Hónap                         | Jan. | Feb. | Már. | Ápr. | Máj. | Jún. | Júl. | Aug. | Szep. | Okt. | Nov. | Dec. | Év   |
| ----------------------------- | ---- | ---- | ---- | ---- | ---- | ---- | ---- | ---- | ----- | ---- | ---- | ---- | ---- |
| Átlagos max. hőmérséklet (°C) | 3,0  | 4,0  | 5,0  | 8,0  | 12,0 | 17,0 | 22,0 | 21,0 | 18,0  | 13,0 | 7,0  | 4,0  | 11,2 |
| Átlagos min. hőmérséklet (°C) | −8,0 | −8,0 | −7,0 | −4,0 | −1,0 | 3,0  | 7,0  | 7,0  | 4,0   | −1,0 | −5,0 | −8,0 | −1,7 |

## Fordítás
- Ez a szócikk részben vagy egészben  az   Olympic Valley, Placer County, California című angol Wikipédia-szócikk fordításán alapul.  Az eredeti cikk szerkesztőit annak laptörténete sorolja fel. Ez a jelzés csupán a megfogalmazás eredetét és a szerzői jogokat jelzi, nem szolgál a cikkben szereplő információk forrásmegjelöléseként.
- Ez a szócikk részben vagy egészben  a   Palisades Tahoe című angol Wikipédia-szócikk fordításán alapul.  Az eredeti cikk szerkesztőit annak laptörténete sorolja fel. Ez a jelzés csupán a megfogalmazás eredetét és a szerzői jogokat jelzi, nem szolgál a cikkben szereplő információk forrásmegjelöléseként.